# سینما پارس (اهواز)
سینما پارس یا سینما آپادانا از قدیمی‌ترین سینماهای احداث‌شده در شهرستان اهواز است. این سینما در سال ۱۳۱۹ تأسیس شد و پس از چندین بار تغییر مالکیت، بازسازی و تغییر نام بعد از پیروزی انقلاب تعطیل و مصادره شد و پس از مدتی به فروشگاه تعاونی تبدیل گشت. سینما پارس نام پیشین این سینما است. این سینما دارای یک سالن دوطبقه با ظرفیت ۷۵۰ نفر بود.

## تاریخچه
سینما پارس در سال ۱۳۱۹ توسط فردی با نام فرصت به عنوان دومین سینمای اهواز تأسیس شد. این سینما دارای دو سالن تابستانی و زمستانی با ظرفیت مجموعاً ۷۵۰ نفر بود. پارس دومین سینمای شهرستان اهواز به حساب می‌آید و پیش از آن تنها یک سینما یه نام ساحل و یک مکان غیر استاندارد به نام شیرین در شهر فعال بودند. سینما پارس در سال ۱۳۳۵ تخریب و بعد از مدتی با نام جدید سینما آپادانا  بامالکیت منوچهر و پرویز عقدایی و با نمایش فیلم گلپری جون بازگشایی گردید. پس از انقلاب اسلامی، سینما توسط دادگاه انقلاب مصادره و مالکیت این سینما به بنیاد مستضعفان سپرده‌شد و توسط بنیاد مستضعفان در اختیار بنیاد ۱۵ خرداد قرار گرفت و بنیاد از آن به عنوان فروشگاه تعاونی استفاده کرد.